# Квідінг
 «Квідінг» ФІФ  (швед. Qviding Fräntorps Idrottsförening) — шведський футбольний клуб представляє місто Гетеборг.

## Історія
Клуб засновано у жовтні 1987 року внасліок злиття двох інших клубів — БК Квідінг і Френторпс ІФ.
Брав участь у змаганнях другого ешелону шведського футболу (Супереттан), в якому провів 4 сезони. Тепер виступає в нижчих лігах. 

## Досягнення
Супереттан: 10-е місце (2008)

## Сезони
| Сезон | Рівень | Ліга       | Підгрупа                   | Місце | Примітки                           |
| ----- | ------ | ---------- | -------------------------- | ----- | ---------------------------------- |
| 1993  | 4      | Дивізіон 3 | Північно-Західний Йоталанд | 3     |                                    |
| 1994  | 4      | Дивізіон 3 | Північно-Західний Йоталанд | 2     | Підвищився                         |
| 1995  | 3      | Дивізіон 2 | Західний Йоталанд          | 2     |                                    |
| 1996  | 3      | Дивізіон 2 | Західний Йоталанд          | 2     |                                    |
| 1997  | 3      | Дивізіон 2 | Західний Йоталанд          | 5     |                                    |
| 1998  | 3      | Дивізіон 2 | Західний Йоталанд          | 5     |                                    |
| 1999  | 3      | Дивізіон 2 | Західний Йоталанд          | 8     |                                    |
| 2000  | 3      | Дивізіон 2 | Західний Йоталанд          | 2     |                                    |
| 2001  | 3      | Дивізіон 2 | Західний Йоталанд          | 5     |                                    |
| 2002  | 3      | Дивізіон 2 | Західний Йоталанд          | 3     |                                    |
| 2003  | 3      | Дивізіон 2 | Західний Йоталанд          | 7     |                                    |
| 2004  | 3      | Дивізіон 2 | Західний Йоталанд          | 7     |                                    |
| 2005  | 3      | Дивізіон 2 | Західний Йоталанд          | 1     | Плей-оф на підвищення – Підвищився |
| 2006  | 2      | Супереттан |                            | 15    | Вибув                              |
| 2007  | 3      | Дивізіон 1 | Південь                    | 1     | Підвищився                         |
| 2008  | 2      | Супереттан |                            | 10    |                                    |
| 2009  | 2      | Супереттан |                            | 14    | Плей-оф на вибування – Вибув       |
| 2010  | 3      | Дивізіон 1 | Південь                    | 2     | Плей-оф на підвищення              |
| 2011  | 2      | Супереттан |                            | 16    | Вибув                              |
| 2012  | 3      | Дивізіон 1 | Південь                    | 9     |                                    |
| 2013  | 3      | Дивізіон 1 | Південь                    | 8     |                                    |
| 2014  | 3      | Дивізіон 1 | Південь                    | 8     |                                    |
| 2015  | 3      | Дивізіон 1 | Південь                    | 9     |                                    |
| 2016  | 3      | Дивізіон 1 | Південь                    | 9     |                                    |
| 2017  | 3      | Дивізіон 1 | Південь                    | 13    | Вибув                              |
| 2018  | 5      | Дивізіон 3 | Північно-Західний Йоталанд | 1     | Підвищився                         |
| 2019  | 4      | Дивізіон 2 | Західний Йоталанд          | 1     | Підвищився                         |
| 2020  | 3      | Еттан      | Південь                    | 12    |                                    |
| 2021  | 3      | Еттан      | Південь                    |       |                                    |